# M. Indestructible et ses copains
 (juillet 2025).
Pour plus de détails, voir Fiche technique et Distribution.
M. Indestructible et ses copains est un court-métrage d'animation américain des studios Pixar réalisé par Roger L. Gould, sorti en 2005. Il est associé au long métrage Les Indestructibles en bonus du DVD.

## Synopsis
Alors que M. Indestructible est encore jeune, il rencontre ses nouveaux amis et tous 3 ont des pouvoirs

## Fiche technique
- Titre : M. Indestructible et ses copains
- Titre original : Mr. Incredible and Pals
- Réalisation : Roger L. Gould
- Scénario : Roger L. Gould et Brad Bird
- Musique : Alex Mandel
- Montage : Steve Bloom et Stephen Schaffer
- Photographie : Rick Butler
- Producteur : Brad Bird, Ann Brilz et Osnat Shurer
- Production : Pixar Animation Studios et Walt Disney Pictures
- Distribution : Walt Disney Distribution
- Format : Couleurs
- Durée : 4 min
- Date de sortie :
  -  États-Unis : 15 mars 2005

## Distribution

### Voix originales
- Craig T. Nelson : le vrai M. Indestructible
- Samuel L. Jackson : le vrai Frozone
- Roger Jackson : le narrateur
- Pete Docter : M. Indestructible
- Michael Asberry : Frozone
- Celia Shuman : Lady Lightbug

### Voix françaises
- Marc Alfos : le vrai M. Indestructible
- Thierry Desroses : le vrai Frozone

### Voix québécoises
- Benoît Rousseau : le vrai M. Incroyable
- Didier Lucien : le vrai Frozone